# Linia kolejowa Roudnice nad Labem – Zlonice
Linia kolejowa Roudnice nad Labem – Zlonice (Linia kolejowa nr 096 (Czechy)) – jednotorowa, regionalna i niezelektryfikowana linia kolejowa w Czechach. Łączy Roudnice nad Labem i Zlonice. Przebiega przez terytorium kraju środkowoczeskiego i kraju usteckiego.